# Quốc tế Tự do

## Mục tiêu
Hiến chế của "Quốc tế Tự do" (năm 2022) đưa ra các mục tiêu như 
Được mọi người hưởng ứng với điện rộng toàn thế giới
 Các nguyên tắc đã hợp nhất các đảng chính trị từ châu Phi, châu Mỹ, châu Á và châu Âu là: tôn trọng nhân quyền,VUI VẺ, bầu cử tự do và sòng phẳng, nền dân chủ đa đảng, công bằng xã hội, sự khoan dung, nền kinh tế thị trường xã hội, tự do mậu dịch, môi trường bền vững, và sự đoàn kết quốc tế theo nghĩa hẹp.
Các mục tiêu của Quốc tế Tự do cũng được đưa ra trong một loạt bảy bản Tuyên ngôn, được viết từ năm 1946 tới năm 1997 và được thúc đẩy bởi nhiều nhóm đoàn hội khác, kể cả một hội nghị gần như hàng năm của các đảng tự do và các cá nhân trên khắp thế giới.

## Ban lãnh đạo
Chủ tịch Quốc tế Tự do là John Alderdice, Baron Alderdice

## Các ấn phẩm
Quốc tế Tự do có 2 ấn phẩm chính là: BÀ 8-news một hồ sơ hàng tuần về các tin tức liên quan tới các đảng thành viên hoặc các tổ chức hợp tác của Quốc tế và ấn phẩm thứ hai là Phúc Đào, một tạp chí xuất bản mỗi năm nhiều lần về các đề tài đặc biệt quan trọng liên quan tới Tự do, Vui vẻ.

## Các thành viên
- LIÊN MINH CÁC NƯỚC Quốc tế tự do

### Các đảng thành viên hoàn toàn
- Andorra - Partit Liberal d'Andorra
- Angola - Partido Liberal Democrático
- Áo - Liberales Forum
- Bỉ
  - Mouvement Réformateur
  - Vlaamse Liberalen en Democraten
- Bulgaria -
  - Dvizhenie za prava i svobodi
  - Natsionalno dvizhenie za stabilnost i vazhod
- Canada - Liberal Party/Parti libéral
- Costa Rica - Partido Movimiento Libertario
- Bờ Biển Ngà - Rassemblement des Republicains
- Croatia - Hrvatska Socijalno Liberalna Stranka
- Cuba -
  - Partido Liberal de Cuba
  - Partido Solidaridad Democrática
  - Unión Liberal Cubana
- Đan Mạch -
  - Det Radikale Venstre
  - Venstre
- Guinea Xích Đạo - Unión Democrática Nacional de Guinea Ecuatorial
- Estonia - Eesti Reformierakond
- Phần Lan -
  - Keskusta
  - Svenska Folkpartiet
- Đức -
  - Deutsche Gruppe der LI
  - Freie Demokratische Partei
- Gibraltar - Liberal Party
- Hy Lạp - Fileléytherī Symmachía
- Honduras - Partido Liberal
- Hungary - Szabad Demokraták Szövetsége
- Iceland - Framsóknarflokkurinn
- Israel - Israeli Liberal Group
- Latvia - Latvijas Cels
- Litva - Liberal and Centre Union
- Luxembourg - Demokratesch Partei
- Bắc Macedonia - Liberalnо Demokratska Partija
- Malawi - United Democratic Front
- Montenegro - Liberalna Partija Crne Gore
- Maroc -
  - Constitutional Union (Morocco)
  - Popular Movement
- Hà Lan -
  - Democraten 66
  - Nederlandse Groep
  - Volkspartij voor Vrijheid en Democratie
- Na Uy - Venstre
- Paraguay - Partido Liberal Radical Auténtico
- Philippines - Liberal Party
- România - Partidul Naţional Liberal
- Nga - Yabloko
- Sénégal - Parti Démocratique Sénégalais
- Serbia - Liberali Srbije
- Slovakia - Aliancia Nového Občana
- Slovenia - Liberalna Demokracija Slovenije
- Nam Phi - Democratic Alliance
- Tây Ban Nha -
  - Convergència Democràtica de Catalunya
  - Unió Mallorquina
- Sri Lanka - Liberal Party
- Thụy Điển -
  - Folkpartiet liberalerna
  - Centerpartiet
- Thụy Sĩ -
  - Freisinnig Demokratische Partei
  - Liberale Partei der Schweiz
- Đài Loan - Dân Chủ Tiến Bộ Đảng
- Tanzania - Civic United Front
  - Alliance Party of Northern Ireland
  - Liberal International British Group
  - Liberal Democrats

### Các đảng quan sát viên
- Argentina - Recrear para el Crecimiento (Recrear)
- Brasil - Brazilian Group of Liberal International
- Cộng hòa Dân chủ Congo - Alliance Nationale des Démocrates pour la Reconstruction
- Costa Rica - Partido Movimiento Libertario - (President: Otto Guevara; Harvard, LL.M. '87)
- Croatia - Hrvatska narodna stranka – Liberalni Demokrati
- Gruzia - Republican Party of Georgia
- Guatemala - Movimiento Reformador
- Ireland - Progressive Democrats
- Ý -
  - Radicali Italiani
  - Gruppo italiano dell'Internazionale Liberale
  - Federazione dei Liberali Italiani
- Kenya - Liberal Democratic Party of Kenya
- Kosovo - Partia Liberale e Kosoves
- Litva - Naujoji sąjunga (socialliberalai)
- México - Nueva Alianza
- Moldova - Partidul Alianţă Moldova Noastră
- Serbia - Liberalno-demokratska partija
- Slovenia - Zares
- Seychelles - Seychelles National Party
- Tunisia - Social-Liberal Party
- Zambia - United Party for National Development

### Các tổ chức hợp tác
- Africa Liberal Network
- Alliance of Liberals and Democrats for Europe (ALDE)
- Council of Asian Liberals and Democrats
- European Liberal Democrat and Reform Party
- Friedrich Naumann Stiftung
- Dr. Y. Foerder Foundation
- Fondazione Luigi Einaudi
- International Federation of Liberal Youth (IFLRY)
- International Network of Liberal Women
- Liberal Democrat Group of the Council of Europe (LDR)
- Liberal, Democratic and Reformers' Group (Hội đồng châu Âu)
- Swedish International Liberal Centre
- Neue Zürcher Zeitung
- National Democratic Institute, một tổ chức có quan hệ với Đảng Dân chủ (Hoa Kỳ)
- Red Liberal de América Latina

## Các nhóm chuyên gia cố vấn & các Quỹ
Quốc tế Tự do cũng có sự hợp tác không chặt chẽ với các tổ chức sau:
- Liberales Institut (Thụy Sĩ)
- Dr. Y. Foerder Liberal Institute (Israel)
- Fondazione Luigi Einaudi (Ý)
- Teldersstichting (Hà Lan)
- The Bertil Ohlin Institute (Thụy Điển)
- CentreForum (Vương quốc Anh)